# 拉斯·克里施
拉斯·克里施（德語：Lars Krisch，1974年8月5日—），德国男子赛艇运动员。他曾代表德国参加世界赛艇锦标赛，获得一枚金牌和一枚铜牌。他在结束运动生涯后成为教练。